# Cosmethis matutinata
Cosmethis matutinata är en fjärilsart som beskrevs av Walker 1862. Cosmethis matutinata ingår i släktet Cosmethis och familjen mätare. Inga underarter finns listade i Catalogue of Life.